# Italiener und andere Süßigkeiten
Italiener und andere Süßigkeiten ist eine Liebeskomödie und deutsche Fernsehproduktion basierend auf dem Drehbuch von Martin Rauhaus unter der Regie von Ute Wieland. Produziert wurde der Film für ProSieben/Sat.1 im Jahr 2003 in Deutschland und Italien und wurde seit dem 22. Januar 2004 bereits häufiger ausgestrahlt.

## Handlung
Die fast 30-jährige Designerin Charlotte Berg führt ein eher unspektakuläres Singledasein, bis sie in Italien den Eisverkäufer Paolo kennenlernt. Für die beiden ist es Liebe auf den ersten Blick. Da Charlotte nicht „nein“ sagen kann, ringt ihr die Ferienbekanntschaft noch ein Ja-Wort ab, ehe sie den mediterranen Ferienort wieder verlässt. Wieder in Deutschland bei ihrer klammernden, an UFOs glaubenden Mutter und ihrem schwulen Bruder angekommen, tut sie das gegebene Eheversprechen als Scherz ab und vergisst es schnell. Viel ernster nimmt es Paolo, der Monate später von einem Blitz getroffen wird und an den Folgen stirbt. Auf dem Totenbett wünscht sich Paolo vorher, dass ein Verwandter – der zufällig denselben Vornamen trägt – einen Abschiedsgruß an Charlotte nach München überbringt.
Im Überbringer der Botschaft, der Cousin Paolo Fabrelli, glaubt Charlotte fälschlicherweise ihren alten Urlaubsflirt wiederzuerkennen. Paolo ist aber in Wirklichkeit ein reicher Süßwarenfabrikant. Er verschweigt diese Tatsache, da er Frauen für zu kompliziert hält und auch nicht nur seines Geldes wegen geliebt werden möchte. Ehe er das Missverständnis auflösen kann, kommen sich beide näher und verlieben sich ineinander. Charlotte und Paolo werden aber durch eine Reihe von Missverständnissen immer wieder auseinandergetrieben. So muss Charlotte unter anderem die Verpackung für ein italienisches Schokogebäck entwerfen um die angeschlagene Werbeagentur ihres Chefs zu retten. Der Auftrag kam jedoch von Fabrelli, der auch die Werbeagentur aufkaufen soll. Gleichzeitig hält Charlottes Freundin Gloria den neuen Verehrer für einen Callboy, während der verklemmte Oliver Charlotte im falschen Momenten küsst. Zum Schluss finden Charlotte und Paolo dennoch zueinander.

## Kritiken
Die deutsche Fachpresse nahm die Liebeskomödie unterschiedlich auf. Uwe Ebbinghaus (Frankfurter Rundschau) zog in Idee und Hauptdarstellerin Bezüge zu Ally McBeal, die gut aufgelegte Jungschauspielerin Stefanie Stappenbeck könne aber nicht das „belanglose, oftmals alberne Drehbuch retten“. Gestohlene Motive aus der erfolgreichen amerikanischen Fernsehserie würden sich mit geklauten Einfällen aus E-Mail für Dich und Chocolat mischen, die Handlung sei „verdröselt“ und „überspiele ein gähnendes Nichts“.
Weniger kritisch sah Heike Hupertz (Frankfurter Allgemeine Zeitung) den Fernsehfilm, der zwar gekonnt und witzig gespielt sei, aber mit „allen Klischees und Ingredienzen der Verwechslungskomödie, Slapstickeinlagen vor einer explodierenden Sahnemaschine inklusive.“ Das spielfreudige Personal glänze durchweg mit beiläufiger Leichtigkeit, die zwar einfach aussehe, aber nur mit präzisem Timing funktioniere.
Die Berliner Zeitung lobte dagegen den Pro-Sieben-Film aufgrund seiner pfiffigen Dialoge und bisweilen ungewöhnlichen Stilmittel: „Stellenweise bricht er seinen eigenen Erzählduktus und lässt die Protagonisten, unhörbar für die Umstehenden, direkt in die Kamera und zum Zuschauer sprechen. So kann die Geschichte mit den üblichen Klischees über Singles und die Suche nach der großen Liebe spielen, ohne sie sich zu eigen zu machen.“